# Svezia ai IX Giochi olimpici invernali
La Svezia partecipò ai IX Giochi olimpici invernali, svoltisi a Innsbruck, Austria, dal 29 gennaio al 9 febbraio 1964, con una delegazione di 57 atleti impegnati in otto discipline.

## Medagliere

### Per discipline
| Sport                   | Oro | Argento | Bronzo | Totale |
| ----------------------- | --- | ------- | ------ | ------ |
| Sci di fondo            | 2   | 2       | 1      | 5      |
| Pattinaggio di velocità | 1   | 0       | 0      | 1      |
| Hockey su ghiaccio      | 0   | 1       | 0      | 1      |
| Totale                  | 3   | 3       | 1      | 7      |

### Medaglie
| Medaglia | Atleta | Sport                   | Evento              |
| -------- | --- | ----------------------- | ------------------- |
| Oro      | Jonny Nilsson | Pattinaggio di velocità | 10000 m maschile    |
| Oro      | Sixten Jernberg | Sci di fondo            | 50 km maschile      |
| Oro      | Karl-Åke Asph Sixten Jernberg Janne Stefansson Assar Rönnlund | Sci di fondo            | Staffetta maschile  |
| Argento  | Kjell Svensson Lennart Häggroth Roland Stoltz Gert Blomé Bert-Ola Nordlander Nils Johansson Anders Andersson Lennart Johansson Lars-Eric Lundvall Hans Mild Eilert Määttä Ronald Pettersson Ulf Sterner Sven Tumba Carl-Göran Öberg Uno Öhrlund Nisse Nilsson | Hockey su ghiaccio      | Maschile            |
| Argento  | Assar Rönnlund | Sci di fondo            | 50 km maschile      |
| Argento  | Barbro Martinsson Britt Strandberg Toini Gustafsson | Sci di fondo            | Staffetta femminile |
| Bronzo   | Sixten Jernberg | Sci di fondo            | 15 km maschile      |